# Adolf von Sell (General, 1797)

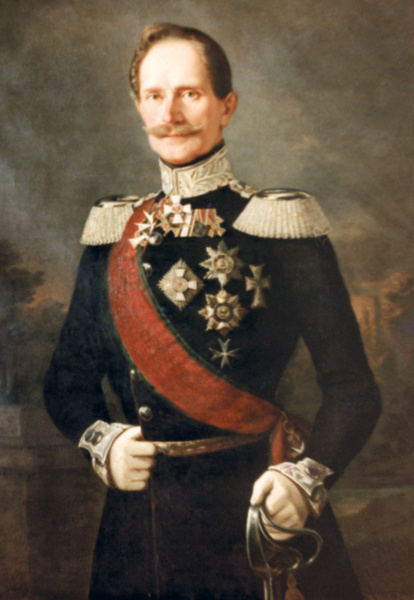
Porträt von Adolf von Sell (1854) von Theodor Fischer

Adolf Freiherr von Sell (* 15. August 1797 in Ludwigslust; † 26. März 1891 in Schwerin) war ein mecklenburgischer General der Infanterie, Diplomat und Hofbeamter.

## Leben
Adolf von Sell entstammte dem mecklenburgischen Zweig des Adelsgeschlechts von Sell. Er wurde gemeinsam mit dem drei Jahre jüngeren Erbgroßherzog Paul Friedrich erzogen. Am 14. Januar 1815 trat Sell in das Kaiser Franz Grenadier-Regiment der Preußischen Armee ein und nahm im gleichen Jahr als Sekondeleutnant während des Feldzuges an der Einnahme von Paris teil. Nach dem Friedensschluss war er von 1820 bis 1824 Adjutant des II. Bataillons und absolvierte anschließend bis 1827 die Allgemeine Kriegsschule. Zwischenzeitlich war Sell am 12. April 1826 Premierleutnant geworden. Am 13. Februar 1830 wurde ihm der Abschied als Kapitän mit der Berechtigung zum Tragen der Regimentsuniform bewilligt.
Anschließend wurde Sell zum Gouverneur des Erbgroßherzogs Friedrich Franz berufen und war bis 1842 für dessen Erziehung verantwortlich. Im Jahr 1843 wurde Sell Mitglied der Schlossbaukommission für das Schweriner Schloss. Ab 1849 leitete er als Oberhofmeister den Hofstaat der Großherzogin Auguste bis zu deren Tod 1862. 1850 wurde er zum Generalmajor ernannt. Nach dem Tod der Großherzogin 1862 war er bis 1868 außerordentlicher Gesandter und bevollmächtigter Minister für Mecklenburg-Schwerin am preußischen Hof.
1868 kehrte er als Oberhofmeister der Großherzogin Marie nach Schwerin zurück. 1874 erfolgte seine Beförderung zum General der Infanterie. Mit Dekret vom 11. Januar 1882 erhielt er die mecklenburg-schwerinsche Anerkennung des Freiherrntitels. Zuletzt war er Oberkammerherr des großherzoglichen Hofes. Er war von 1867 bis 1888 der erste Kommendator des Johanniterordens für das Großherzogtum Mecklenburg (Mecklenburg-Schwerin und Mecklenburg-Strelitz), und bereits seit 1860 der leitende Ritter der Mecklenburgischen Genossenschaft der Kongregation.
Seit dem 1. Juni 1833 war er mit Sophie Fredericke Henriette Charlotte, geborene von Massenbach (1804–1842) verheiratet. Von den Kindern des Paares dienten die Söhne Friedrich und Wilhelm (1842–1922) im preußischen Heer. Zu seinen Nachkommen zählen die Schriftstellerin Sophie Charlotte von Sell, der Offizier Ulrich von Sell und der Intendant Friedrich-Wilhelm von Sell. In zweiter Ehe war Sell 1844 mit Charlotte von Hochstetter (1819–1908) liiert.

## Porträt
Friedrich-Wilhelm von Sell stiftete 2009 das von Theodor Fischer gemalte Porträt von Adolf von Sell dem Staatlichen Museum Schwerin für das Schlossmuseum. Es hängt heute im Adjutantenzimmer des Schweriner Schlosses.

## Auszeichnungen
In seinem Todesjahr war Sell Inhaber folgender Orden und Ehrenzeichen
- Großkreuz des Hausordens der Wendischen Krone mit der Krone in Erz
- Mecklenburgisches Militärverdienstkreuz
- Alexander-Newski-Orden
- Kaiserlich-Königlicher Orden vom Weißen Adler
- Russischer Orden der Heiligen Anna
- Großkreuz des Roten Adlerordens
- Preußischer Kronenorden I. Klasse
- Großkreuz des Albrechts-Ordens
- Großkreuz des Ordens der Württembergischen Krone
- Kommandeur des Guelphen-Ordens
- Großoffizier der Ehrenlegion
- Kommandeur des Dannebrogordens
- Großkreuz des Ordens Philipps des Großmütigen
- Kommandeur des Ludewig-Ordens
- Großkreuz des Herzoglich Sachsen-Ernestinischen Hausordens
- Großkreuz des Oldenburgischen Haus- und Verdienstordens des Herzogs Peter Friedrich Ludwig
- Nişan-i İftihar
- Ehrenkreuz von Schwarzburg I. Klasse
- Lippisches Ehrenkreuz I. Klasse
- Kriegsdenkmünze für 1864